# Meerbusch Challenger
Il Meerbusch Challenger, noto anche come Rhein Asset Open e in precedenza Maserati Challenger per ragioni di sponsorizzazione, è stato un torneo professionistico di tennis giocato su campi in terra rossa. Fa parte dell'ATP Challenger Tour. Si teneva annualmente dal 2013 a Meerbusch, in Germania. Si giocava sui campi del TeReMeer Sport- & Tennis Resort Meerbusch. Dal 2024 il torneo si è svolto solo nella categoria femminile del circuito ITF.

## Albo d'oro

### Singolare
| Anno | Campione                   | Finalista             | Punteggio        |
| ---- | -------------------------- | --------------------- | ---------------- |
| 2023 | Jan Choinski               | Camilo Ugo Carabelli  | 6–4, 6–0         |
| 2022 | Bernabé Zapata Miralles    | Dennis Novak          | 6–1, 6–2         |
| 2021 | Marcelo Tomás Barrios Vera | Juan Manuel Cerúndolo | 7–6(7), 6–3      |
| 2020 | Non disputato              | Non disputato         | Non disputato    |
| 2019 | Pedro Sousa                | Peđa Krstin           | 7–6(4), 4–6, 6–3 |
| 2018 | Filip Horanský             | Jan Choinski          | 6(7)–7, 6–3, 6–3 |
| 2017 | Ricardo Ojeda Lara         | Andreas Haider-Maurer | 6–4, 6–3         |
| 2016 | Florian Mayer              | Maximilian Marterer   | 7–6(4), 6–2      |
| 2015 | Andreas Haider-Maurer      | Carlos Berlocq        | 6–2, 6–4         |
| 2014 | Jozef Kovalík              | Andrej Kuznecov       | 6–1, 6–4         |
| 2013 | Jan Hájek                  | Jesse Huta Galung     | 6–3, 6–4         |

### Doppio
| Anno | Campioni                           | Finalisti                             | Punteggio              |
| ---- | ---------------------------------- | ------------------------------------- | ---------------------- |
| 2023 | Manuel Guinard Grégoire Jacq       | Fernando Romboli Marcelo Zormann      | 7–5, 7–6(3)            |
| 2022 | David Pel Szymon Walków (2)        | Neil Oberleitner Philipp Oswald       | 7–5, 6–1               |
| 2021 | Szymon Walków (1) Jan Zieliński    | Dustin Brown Robin Haase              | 6–3, 6–1               |
| 2020 | Non disputato                      | Non disputato                         | Non disputato          |
| 2019 | Andre Begemann Florin Mergea       | Sriram Balaji Vishnu Vardhan          | 7–6(1), 6(4)–7, [10–3] |
| 2018 | David Pérez Sanz Mark Vervoort     | Grzegorz Panfil Volodymyr Uzhylovskyi | 3–6, 6–4, [10–7]       |
| 2017 | Kevin Krawietz Andreas Mies        | Dustin Brown Antonio Šančić           | 6–1, 7–6(5)            |
| 2016 | Michail Elgin Andrėj Vasileŭski    | Sander Gillé Joran Vliegen            | 7–6(6), 6–4            |
| 2015 | Dustin Brown Rameez Junaid (2)     | Wesley Koolhof Matwé Middelkoop       | 6–4, 7–5               |
| 2014 | Matthias Bachinger Dominik Meffert | Gong Maoxin Peng Hsien-yin            | 6–3, 3–6, [10–6]       |
| 2013 | Rameez Junaid (1) Frank Moser      | Dustin Brown Philipp Marx             | 6–3, 7–6(4)            |